# Eriotortrix
Eriotortrix là một chi bướm đêm thuộc phân họ Tortricinae của họ Tortricidae.

## Các loài
- Eriotortrix iresinephora Razowski, 1988
- Eriotortrix isipida Razowski, 1988